# Billom
Billom – miejscowość i gmina we Francji, w regionie Owernia-Rodan-Alpy, w departamencie Puy-de-Dôme.
Według danych na rok 1990 gminę zamieszkiwało 3968 osób, a gęstość zaludnienia wynosiła 234 osoby/km² (wśród 1310 gmin Owernii Billom plasuje się na 47. miejscu pod względem liczby ludności, natomiast pod względem powierzchni na miejscu 559.).